# Merzdorf (Brandenburgia)
Merzdorf – gmina w Niemczech w kraju związkowym Brandenburgia, w powiecie Elbe-Elster, wchodzi w skład urzędu Schradenland.